# Short shifting
Lo Short shifting (in italiano letteralmente "cambiata breve") o cambiata anticipata è una tecnica di guida in cui si cambia marcia prima di raggiungere il regime massimo del motore, ad un numero di giri più bassi del normale. Questa modalità di cambiata delle marcie viene utilizzato soprattutto in Formula 1
Nello short shifting il motore non raggiunge il suo picco di potenza e quindi non si ottiene la massima accelerazione del veicolo per la marcia da cui è stata eseguita la cambiata breve.
Nella vita quotidiana, ma anche nel mondo delle corse, lo short shifting viene usato per diminuire il consumo di carburante, mantenendo il motore ad un numero inferiore di giri al minuto (RPM), rappresentando dunque una delle componenti principali del cosiddetto "fuel management" ("gestione del carburante").
Lo short shifting è anche usato in condizioni stradali non ottimali, come in caso di strade bagnate o ghiacciate: cambiare prima le marce riduce la potenza applicata sulle ruote motrici, contribuendo a limitare il loro slittamento e migliorando conseguentemente la trazione.